# Крушвиця (гміна)
Гміна Крушвиця (пол. Gmina Kruszwica) — місько-сільська гміна у північній Польщі. Належить до Іновроцлавського повіту Куявсько-Поморського воєводства.
Станом на 31 грудня 2011 у гміні проживало 20018 осіб.

## Площа
Згідно з даними за 2007 рік площа гміни становила 262.19 км², у тому числі:
- орні землі: 81.00%
- ліси: 4.00%

Таким чином, площа гміни становить 21.40% площі повіту.

## Населення
Станом на 31 грудня 2011:
| Опис     | Загалом | Загалом | Чоловіки | Чоловіки | Жінки | Жінки |
| -------- | ------- | ------- | -------- | -------- | ----- | ----- |
| одиниця  | осіб    | %       | осіб     | %        | осіб  | %     |
| все      | 20018   | 100     | 9820     | 49.06    | 10198 | 50.94 |
| міське   | 9269    | 100     | 4408     | 47.56    | 4861  | 52.44 |
| сільське | 10749   | 100     | 5412     | 50.35    | 5337  | 49.65 |

## Сусідні гміни
Гміна Крушвиця межує з такими гмінами: Домброва-Біскупія, Добре, Іновроцлав, Єзьора-Вельке, Пйотркув-Куявський, Радзеюв, Скульськ, Стшельно.